# 1315 в Україні

## Засновані, зведені
- Глібівка
- Франкопіль